# Zračna luka Bremen
Zračna luka Bremen (njemački:  Flughafen Bremen) (IATA: BRE, ICAO: EDDW) služi njemačkom gradu Bremenu. Smještena je 3,5 km južno od grada. Godine 2009. kroz zračnu luku je prošlo 2,4 milijuna putnika.